# تنها در تاریکی: کابوس جدید
تنها در تاریکی: کابوس جدید(به انگلیسی: Alone in the Dark: The New Nightmare) چهارمین بازی از سری بازی‌های ترسناک تنها در تاریکی و همچنین اولین بازشروع این مجموعه است که توسط دارک ورکز توسعه و توسط اینفو گرامرز منتشر شده است. این بازی برای مایکروسافت ویندوز, پلی‌استیشن, دریم‌کست, پلی‌استیشن ۲ و گیم بوی رنگی عرضه شده است.

## فیلم
در سال ۲۰۰۵ یک نسخه فیلم از روی این بازی ساخته شده که به تنها در تاریکی نامیده شد و فروش زیادی نداشت.